# أحمد بيست
أحمد بيست (بالإنجليزية: Ahmed Best) مواليد 19 أغسطس 1973 في نيويورك، هو ممثل ومخرج ومنتج أمريكي بدأ مسيرته الفنية عام 1989. أدى صوت شخصية جار جار بينكس في سلسلة حرب النجوم.

## الأعمال
- حرب النجوم الجزء الأول: تهديد الشبح
- حرب النجوم الجزء الثاني: هجوم المستنسخين
- حرب النجوم الجزء الثالث: انتقام السيث
- أم وطفل
- إيلياس
- سكار فيس: ذا ورلد إز يورز

## وصلات خارجية
- الموقع الرسمي
- أحمد بيست على موقع IMDb (الإنجليزية)
- أحمد بيست على موقع ألو سيني (الفرنسية)
- أحمد بيست على موقع ميوزك برينز (الإنجليزية)
- أحمد بيست على موقع تيرنر كلاسيك موفيز (الإنجليزية)
- أحمد بيست على موقع أول موفي (الإنجليزية)
- أحمد بيست على موقع قاعدة بيانات الأفلام السويدية (السويدية)
- أحمد بيست على موقع إن إن دي بي (الإنجليزية)
- أحمد بيست على موقع قاعدة بيانات الفيلم (الإنجليزية)
- أحمد بيست على موقع كينوبويسك (الروسية)